# Jaroslav Findejs
Jaroslav Findejs (* 25. září 1943) je bývalý československý fotbalista, záložník.

## Fotbalová kariéra
Hrál za Bohemians Praha (1966–1970). V roce 1970 byl vyměněn do Teplic za Františka Jílka. V Teplicích působil do konce roku 1973, kdy se z osobních důvodů vrátil do Prahy do Viktorie Žižkov. V lize odehrál 154 utkání a dal 13 gólů. Ve Poháru UEFA nastoupil k 1 utkání. Za olympijský tým odehrál 2 utkání, byl účastníkem OH 1968 v Mexiku.

## Ligová bilance
| Ročník                                   | Zápasy | Góly | Klub                  |
| ---------------------------------------- | ------ | ---- | --------------------- |
| 1. československá fotbalová liga 1966/67 | 9      | 1    | Bohemians Praha       |
| 1. československá fotbalová liga 1967/68 | 20     | 2    | Bohemians Praha       |
| 1. československá fotbalová liga 1969/70 | 28     | 2    | Bohemians Praha       |
| 1. československá fotbalová liga 1970/71 | 30     | 1    | TJ Sklo Union Teplice |
| 1. československá fotbalová liga 1971/72 | 29     | 5    | TJ Sklo Union Teplice |
| 1. československá fotbalová liga 1972/73 | 29     | 2    | TJ Sklo Union Teplice |
| 1. československá fotbalová liga 1973/74 | 9      | 0    | TJ Sklo Union Teplice |
| CELKEM                                   | 154    | 13   |                       |